# بوفليه (باد كاليه)
بوفليه، باد كاليه (بالفرنسية: Boffles)‏ هي بلدية تقع في إقليم باد كاليه من منطقة نور با دو كاليه في شمال فرنسا. تبلغ مساحة هذه المدينة 3.27 (كم²)، وترتفع عن سطح البحر 123 م، يبلغ عدد سكانها 47 نسمة حسب إحصاء المعهد الوطني للإحصاء والدراسات الاقتصادية سنة 2009 م. وترأس Raymond Croisel البلدية خلال فترة (2008-2014).